# ベンジルカリウム
ベンジルカリウムは、化学式C6H5CH2Kで表される有機カリウム化合物である。一般的な有機アルカリ金属試薬と同様にベンジルカリウムは反応性が高く、多くの溶媒と反応し、非常に空気不安定である。

## 合成
初期の合成法の1つは、 p-トリル水銀を出発物とする2段階のトランスメタル化反応である。
(CH3C6H4)2Hg  +  2 K   →   2 CH3C6H4K   +  Hg
CH3C6H4K    →   KCH2C6H5
現在は、n-ブチルリチウム、カリウムtert-ブトキシド、およびトルエンの反応により合成されている。カリウム塩を調製するための強塩基としては水素化カリウムも用いられるが、ベンジルカリウムは分子性であるため溶媒に溶け、より反応が早く進行するという利点がある。